# Port Neill
Port Neill (obsoleto Carrow) è una località dell'Australia Meridionale, sita sulla costa sud-orientale della penisola di Eyre, a circa 80 km a nord-est dal centro regionale di Port Lincoln e 40 km a nord-est dal capoluogo municipale di Tumby Bay.

## Geografia fisica

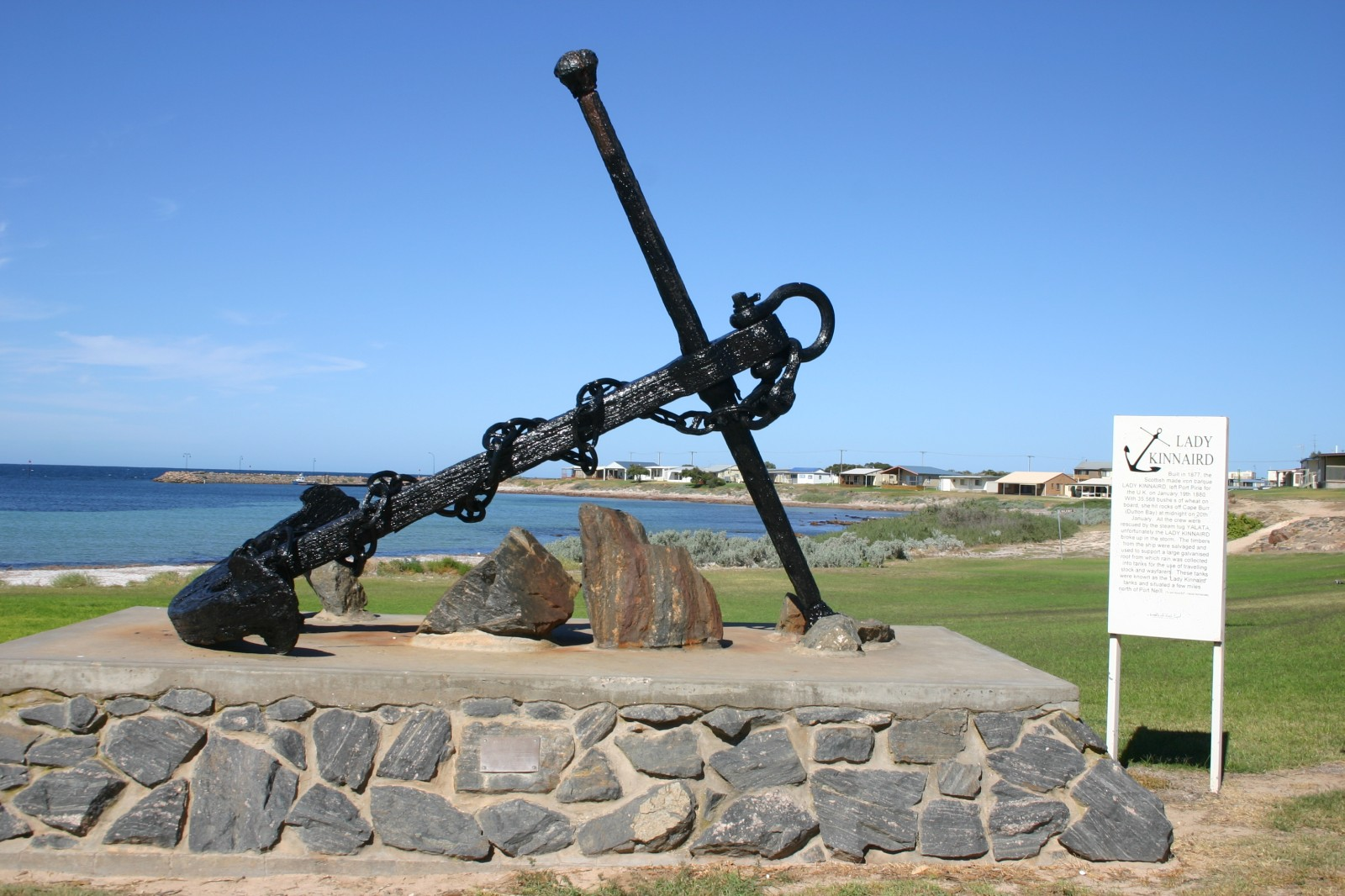
L'abitato e Cape Burr sullo sfondo.

L'abitato sorge appena 500 metri a nord del capo di Cape Burr, affacciandosi sulla baia di Mottled Cove, all'estremità meridionale della baia di Dutton Bay, a sua volta parte del più ampio Golfo di Spencer.
Il confine meridionale con Lipson si estende in linea retta da Cape Hardy a Brayfield Road (che rappresenta essa stessa il confine per tutta la sua estensione) e per un piccolo pezzo oltre la Lincoln Highway esso è costituito dalla East Dog Fence Road. Il confine occidentale con Butler segue la Charltons Road e prosegue verso nord nella Wharminda Road fino all'incrocio con la Wharminda Boundary Road, che invece rappresenta il confine settentrionale con Wharminda e Verran: nella porzione nord-orientale del territorio municipale l'area paludosa formata dalla foce del fiumiciattolo Driver River rappresenta infine il confine con Arno Bay.
L'area costiera di Port Neill è costituita da un susseguirsi di scogliere granitiche (soprattutto nella porzione meridionale), punte rocciose, spiagge bianche e e dune vegetate: l'interno (descritto nel 1909 come "ondulato, argilloso o calcareo, ricoperto da melaleuca uncinata e cespugli") è rappresentato perlopiù da aree agricole dedite alla coltivazione o al pascolo.
Port Neill rappresenta una zona di estremo interesse geologico in quanto si situa all'interno di una zona nota come Milonite di Kalinjala, mostrando processi avvenuti a circa venti chilometri di profondità con rocce affioranti come gneiss, anfibolo e pegmatite le più antiche delle quali sono databili a 1.85 miliardi di anni fa.

## Storia

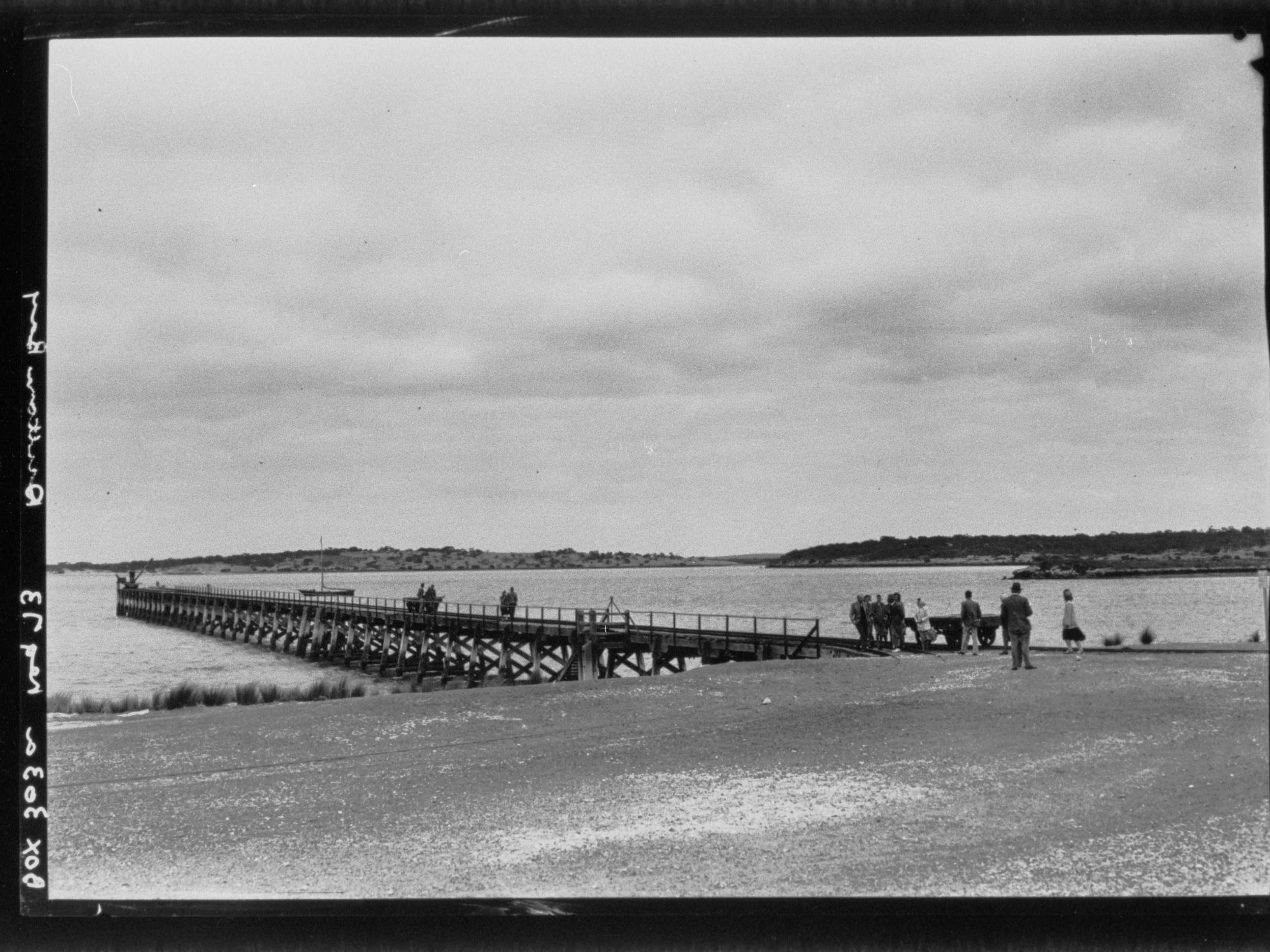
Il molo in una foto della prima metà del XX secolo.

L'area dove oggi sorge Port Neill venne visitata il 7 marzo 1802 da Matthew Flinders durante il suo viaggio esplorativo: Flinders non attraccò, ma lasciò una descrizione scritta della zona nel suo diario.
I primi europei a visitare l'area furono il governatore George Gawler coi suoi assistenti John Hill e Thomas Burr (dai quali prendono il nome Cape Burr e Mount Hill) durante la loro esplorazione delle coste del golfo di Spencer nell'aprile del 1840.

I primi coloni giunsero nel 1873, quando John Tennant e suo figlio Andrew presero possesso dei terreni attorno a Mottled Cove.
L'abitato venne stabilito nel 1903 e ufficializzato nel 1909: allora noto col nome di Carrow (dal termine aborigeno stante a indicare una sorgente d'acqua), la confusione ingenerata con la vicina Warrow (attualmente parte della località di Coulta) fece sì che il 19 settembre 1940 la località venne rinominata col nome ancora in uso a tutt'oggi, che rappresenta un omaggio all'allora direttore della marina Andrew Sinclair Neill.
Nel 1912 venne costruito a seguito delle pressanti richieste degli agricoltori dell'area il molo, utile a trasportare più agevolmente i prodotti locali (principalmente lana e grano): il molo, che ai tempi della sua costruzione era il più grande della penisola di Eyre, ha espletato la sua funzione fino al 1970, quando il trasporto su ruota e i grandi silos di Port Lincoln resero la sua presenza superflua.